# Chironius maculoventris
Chironius maculoventris – gatunek węża z rodziny połozowatych (Colubridae), występujący w centralnej Ameryce Południowej prowadzący dzienny, częściowo nadrzewny tryb życia.

## Systematyka
Takson ten jako pierwszy opisał w 1978 roku John Alton Wiest w swojej pracy doktorskiej, nadając mu nazwę Chironius quadricarinatus maculoventris, czyli uznając go za podgatunek Chironius quadricarinatus. Opis ten w nieco zmodyfikowanej formie zamieścili w 1993 roku James R. Dixon, John Alton Wiest i José Miguel Alfredo María Cei w swej książce Revision of the Neotropical snake genus Chironius Fitzinger (Serpentes, Colubridae), stanowiącej 13. część serii Monografie di Museo Regionale di Scienze Naturali, i to ten opis uznawany jest za pierwszy opublikowany zgodnie z zasadami nazewnictwa binominalnego. Holotyp (ZMUC 60816) został odłowiony w prowincji Corrientes w Argentynie. W 2006 roku Jennifer L. Hollis podniosła takson do rangi osobnego gatunku Chironius maculoventris.

### Etymologia
- Chironius: w mitologii greckiej Chiron (gr. Χείρων Cheírōn, łac. Chiron), był najmądrzejszym i najbardziej cywilizowanym z centaurów[6].
- maculoventris: łac. macula – „wzór, plamka”, łac. venter – „brzuch”[3].

## Morfologia
Jest to średniej wielkości wąż o małej głowie, której szerokość jest podobna do szerokości szyi, dużych oczach i dość jednolitym ubarwieniu. Charakteryzuje się wyraźnym ciemniejszym paskiem wzdłuż oka i żółtooliwkowym kolorem brzucha z brązowymi plamkami.
Wymiary:
|                          | Samiec             | Samica             |
| Łuski grzbietowe (rzędy) | 12–13–14 / 12 / 10 | 12–13–14 / 12 / 10 |
| Tarczki brzuszne         | 143–161            | 143–157            |
| Tarczki podogonowe       | 90–122             | 103–109            |

## Występowanie
Występuje w północno-wschodniej Argentynie (prowincje Corrientes, Chaco, Formosa, Santa Fe), zachodnim Paragwaju, Boliwii i południowej Brazylii (Rio Grande do Sul)

## Status
W Czerwonej księdze gatunków zagrożonych IUCN Chironius maculoventris jest uznawany za gatunek najmniejszej troski (LC, ang. Least Concern). Wielkość populacji nie jest oszacowana, a gatunek jest uznawany za pospolity, lecz trudny do znalezienia. Trend liczebności populacji nie jest określony.